# 朱塞佩·奥尼亚
朱塞佩·奥尼亚（義大利語：Giuseppe Ogna，1933年11月5日—2010年5月8日），意大利男子自行车运动员。他曾代表意大利参加1956年夏季奥林匹克运动会自行车比赛，获得男子双人自行车竞速赛铜牌。